# خايمي أوردياليس
خايمي أوردياليس (بالإسبانية: Jaime Ordiales)‏ (مواليد 23 ديسمبر 1963) هو لاعب كرة قدم. يلعب مع منتخب المكسيك لكرة القدم. سبق له أن لعب في كأس العالم لكرة القدم مع منتخب بلاده.

## مسيرته الكروية
لعب خايمي أوردياليس خلال مسيرته الاحترافية مع 10 أندية في اثنين وعشرين موسمًا وسجل خلالها 38 هدفًا ضمن 541 مباراة. ولم يفز بأي موسم بالكأس وفاز في موسمين بالدوري.
خاض خايمي أوردياليس مسيرته مع نادي نيكاكسا في موسم 1982–83 واستمر معه طيلة ثلاثة مواسم، مشاركًا في 58 مباراة سجل خلالها هدفًا واحدًا. ثم انتقل إلى Deportivo Neza ‏ في موسم 1985–86 ولمدة موسمين، حيث شارك في 52 مباراة سجل خلالها 13 هدفًا. لينتقل بعدها إلى نادي كروز آزول في موسم 1987–88 ولمدة موسمين، مشاركًا في 53 مباراة سجل خلالها 9 أهداف. ثم انتقل إلى نادي غوادالاخارا في موسم 1989–90 واستمر معه طيلة ثلاثة مواسم، مشاركًا في 94 مباراة سجل خلالها 3 أهداف. هذا وانتقل لاحقًا إلى نادي بويبلا في موسم 1992–93 لمدة موسم واحد، مشاركًا في 23 مباراة سجل خلالها هدفًا واحدًا. ثم انتقل بعدها إلى نادي تيكوس في موسم 1993–94 ولمدة موسمين، مشاركًا في 64 مباراة سجل خلالها هدفًا واحدًا أيضًا. ليعود وينتقل من جديد، لكن هذه المرة إلى نادي كلوب ليون في موسم 1995–96 في المرة الأولى لمدة موسم واحد ثم في موسم 1998–99 ليلعب معه أربعة مواسم، مشاركًا طوالها في 135 مباراة سجل خلالها 8 أهداف. لينتقل بعدها إلى نادي تولوكا في موسم 1996–97 ولمدة موسمين، مشاركًا في 41 مباراة سجل خلالها هدفين. ثم لعب في ريبوسيروس دي لا بيداد ‏ في موسم 2001–02 لمدة موسم واحد، مشاركًا في 16 مباراة ولم يسجل أي هدف. ليعود ويرتحل عنه إلى نادي باتشوكا في موسم 2002–03 لمدة موسم واحد، مشاركًا في 5 مباريات ولم يسجل أي هدف أيضًا.

## روابط خارجية
- خايمي أوردياليس على موقع قاعدة بيانات كرة القدم.إي يو (الإنجليزية)
- خايمي أوردياليس على موقع ناشيونال فوتبول تيمز (الإنجليزية)
- خايمي أوردياليس على موقع Soccerway.com (الإنجليزية)